# マクシム・スラエフ

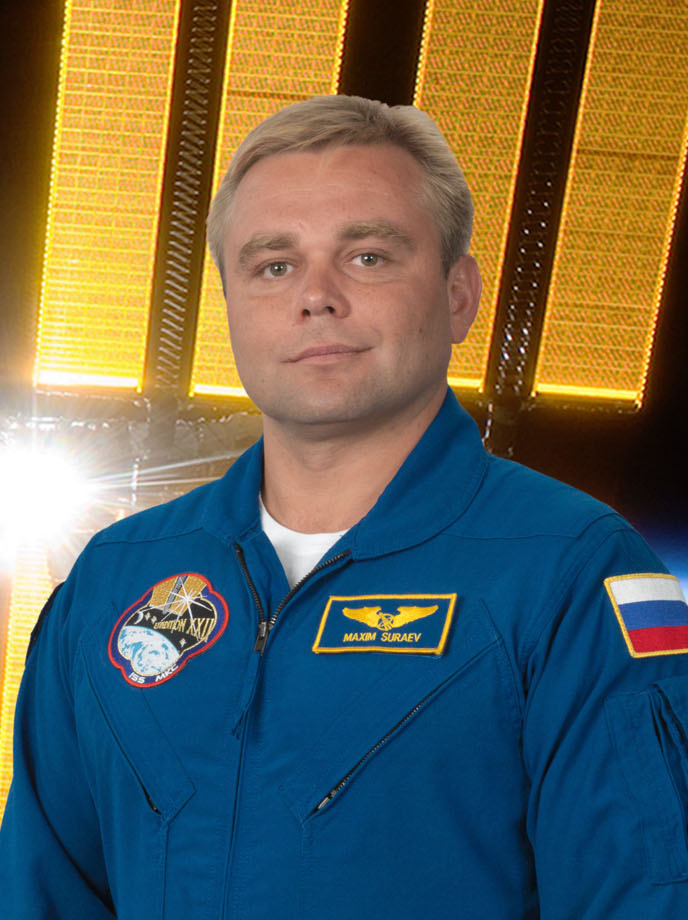
マクシム・スラエフ

マクシム・スラエフ（Maksim Viktorovich Surayev、ロシア語:Максим Викторович Сураев、1972年5月24日-）は、チェリャビンスク出身のロシアの宇宙飛行士である。
スラエフは、現在第21次長期滞在から第22次長期滞在の乗組員として国際宇宙ステーションにいる。彼はソユーズTMA-16で2009年9月30日に出発した。
スラエフはブログを持っていて、宇宙から更新している。